# Portret doñi Josefy Castilli Portugal de Garcini

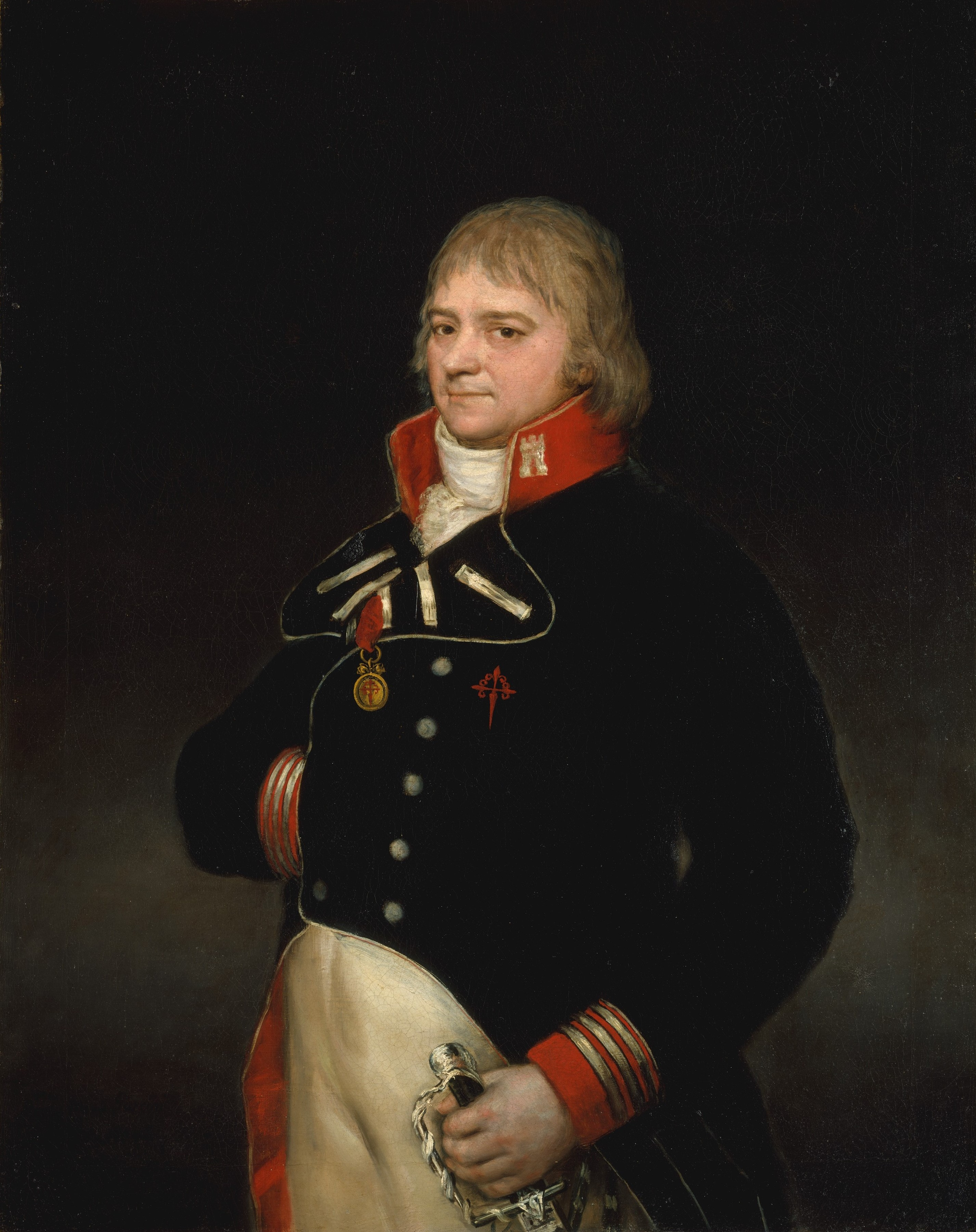
Ignacio Garcini y Queralt, pendant przedstawiający męża Josefy

Portret doñi Josefy Castilli Portugal de Garcini – obraz olejny hiszpańskiego malarza Francisca Goi, znajdujący się w kolekcji Metropolitan Museum of Art w Nowym Jorku.

## Okoliczności powstania
Okres pomiędzy nominacją Goi na pierwszego nadwornego malarza Karola IV w 1799 a inwazją napoleońską w 1808 r. był dla artysty czasem wielkiej aktywności i finansowej stabilizacji. W tym czasie powstało wiele portretów wysokiej jakości. Goya malował członków rodziny królewskiej, arystokracji, burżuazji, duchownych, polityków, bankierów, wojskowych oraz ludzi związanych z kulturą. Często portretował też swoich przyjaciół z kręgu liberałów i ilustrados. Współcześni mu wiedzieli, że jakość portretu zależała w dużej mierze od zainteresowania malarza i czasu, jaki był gotowy mu poświęcić.
W 1804 sportretował małżonków Ignacia Garciniego y Queralta (1752–1825) i Josefę Castilla Portugal y Wanasbrok de Garcini (1775–1850), którzy – podążając za panującą wśród wyższych klas modą – zamówili parę portretów. Małżeństwo Garcinich było wtedy uprzywilejowane na królewskim dworze. Wojskowy Ignacio Garcini był brygadierem Korpusu Inżynierów, pracował także w ministerstwie wojny. Josefa była jedną z dam dworu królowej Marii Ludwiki. O ich bliskiej relacji z monarchami świadczą zachowane dokumenty z Pałacu Królewskiego. Kiedy Josefa była w ciąży w 1801, król Karol IV deklarował chęć zostania ojcem chrzestnym dziecka, co było wielkim zaszczytem. Z okazji narodzin dziecka rodzice otrzymali także wartościowy klejnot. Apogeum ich wpływów na dworze przypadło na rok 1806, kiedy Igancio Garcini został kawalerem Zakonu Santiago.

## Pendanty
Chociaż oba portrety powstały jako pendanty, znacznie różnią się sposobem przedstawienia postaci. Portret Ignacia ma oficjalny charakter, podczas gdy portret jego żony jest nieformalny i odbiegający od większości kobiecych portretów Goi. Ponadto Ives i Stein uważają obrazy za zaskakująco zimne, pozbawione emocjonalnej więzi, która wizualnie łączyłaby przedstawionych małżonków. Ich postaci nie są zwrócone ku sobie w tradycyjny dla przedstawiania par sposób. Janis Tomlinson zwraca uwagę, że również stroje postaci nie są dopasowane i kwestionuje, czy oba portrety miały być w zamiarze oglądane obok siebie. Juliet Wilson Bareau opisuje portrety Garcinich jako „niezwykle dziwne pendanty”, podając w wątpliwość atrybucję Goi. Uważa, że inskrypcje są nieprzekonujące i dodaje, że obrazy zostały po raz pierwszy wystawione dopiero na wystawie w Madrycie w 1900, która prezentowała wiele wątpliwych atrybucji. Również Weissberger analizując pismo Goi uznał inskrypcje z portretów Garcinich za imitacje malarza, różniące się od konwencjonalnego tekstu kursywą np. z Portretu Bernarda de Iriarte. Opinie co do jakości obrazów są podzielone. Valverde Madrid znajduje portret damy „już w pełni romantyczny”, podczas gdy ten przedstawiający jej męża pozostaje w XVIII-wiecznym kanonie malarskim. Wilson i Gassier uważają portret Josefy za mniej udany, niż jej męża.

## Opis obrazu
Kiedy powstały obrazy, Josefa Castilla Portugal miała 29 lat i prawdopodobnie była w ciąży. Została przedstawiona na czarnym tle podkreślającym jej sylwetkę, która według Elizabeth Du Gué Trapier jawi się niczym „masywna piramida”. Siedzi na czerwonej otomanie z różowymi poduszkami w sposób raczej pozbawiony wdzięku. W złożonych na brzuchu rękach trzyma zamknięty wachlarz. Ma na sobie białą suknię z gazy w stylu empire, z głębokim dekoltem, podobną do tej z Portretu hrabiny Chinchón, którą Goya również przedstawił oczekującą dziecka. W przypadku hrabiny suknia była znakiem elegancji, jednak u Josefy niekorzystanie podkreśla jej puszystą sylwetkę i pełny biust. Suknia jest przewiązana w talii jasnoniebieską wstążką. Ciąża może tłumaczyć nieformalny, domowy strój i fryzurę. Uwagę zwracają rozpuszczone złote włosy, opadające na ramiona i sięgające do pasa. Różowawa karnacja i jasne włosy są prawdopodobnie cechami odziedziczonymi po matce pochodzącej z Flandrii, które malarz stara się podkreślić. Twarz modelki wygląda na zmęczoną, a ona sama wydaje się trochę nieobecna. Tomlinson, która wcześniej uważała wyraz twarzy modelki za mało inteligentny, w późniejszej analizie koryguje tę obserwację uznając, że wrażenie to wydaje się spowodowane naturalną asymetrią jej twarzy, która nadaje jej nieco roztargniony wygląd.
Ułożenie ramion nie jest zbyt udane, w przeciwieństwie do precyzyjnego oddania jakości tkanin. Portret nie odznacza się znaną z innych dzieł dokładnością, sugeruje małe zainteresowanie malarza. Poza modelki oraz kolorystyka i sposób nakładania farby przywołują dzieła malarzy znanych Goi z kolekcji królewskich: zmysłowe, rudowłose modelki Rubensa i monumentalne bohaterki Rembrandta, w szczególności Judytę na uczcie u Holofernesa z 1634. Z prawej strony obok konturu postaci widać drobne pentimenti, lewe ramię zostało przemalowane, widoczne są na nim także ubytki wierzchniej warstwy farby.
Inskrypcja na obrazie głosi: Da. Josefa Castilla. de / Garcini. pr. Goya 1804.

## Proweniencja
Obraz znajdował się w posiadaniu Ignacia Garciniego y Queralta do jego śmierci, następnie przeszedł na jego krewnego Vicentego Garciniego w Madrycie, a później był własnością malarza Ricarda Madraza. Madrazo zaoferował pendanty amerykańskiej kolekcjonerce Louisine Havemeyer, która zaaranżowała ich sprzedaż Oliverowi H. Payne w Nowym Jorku. Obraz odziedziczył jego siostrzeniec Harry Payne Bingham, który przekazał go Metropolitan Museum of Art w 1955.